# Claret (Alpes-de-Haute-Provence)
Claret ist eine französische Gemeinde mit 296 Einwohnern (Stand 1. Januar 2022) im Département Alpes-de-Haute-Provence in der Region Provence-Alpes-Côte d’Azur. Sie gehört zum Arrondissement Forcalquier und zum Kanton Seyne.

## Geografie
Die Gemeinde liegt im Tal der Durance. Der Fluss grenzt die Ortschaft von Ventavon, Monêtier-Allemont und Vitrolles im Département Hautes-Alpes ab. Die weiteren Nachbargemeinden sind Curbans, Melve und Thèze. Claret befindet sich im Bereich der französischen Seealpen mit folgenden Erhebungen:
- Tête de Boursier, 1256 m
- Le Collet du Vicaire, 617 m
- Le Signavour, 818 m
- Le Collet du Vicaire, maximal 857 m in Claret; über diese Erhebung verläuft die Grenze zu Melve.
- Le Peyrouard, 1076 m
- Montagne de Chaillans, 1089 m
- Crêt de la Pare

## Bevölkerungsentwicklung
| Jahr      | 1968 | 1975 | 1982 | 1990 | 1999 | 2006 | 2018 |
| Einwohner | 145  | 140  | 132  | 189  | 249  | 227  | 271  |

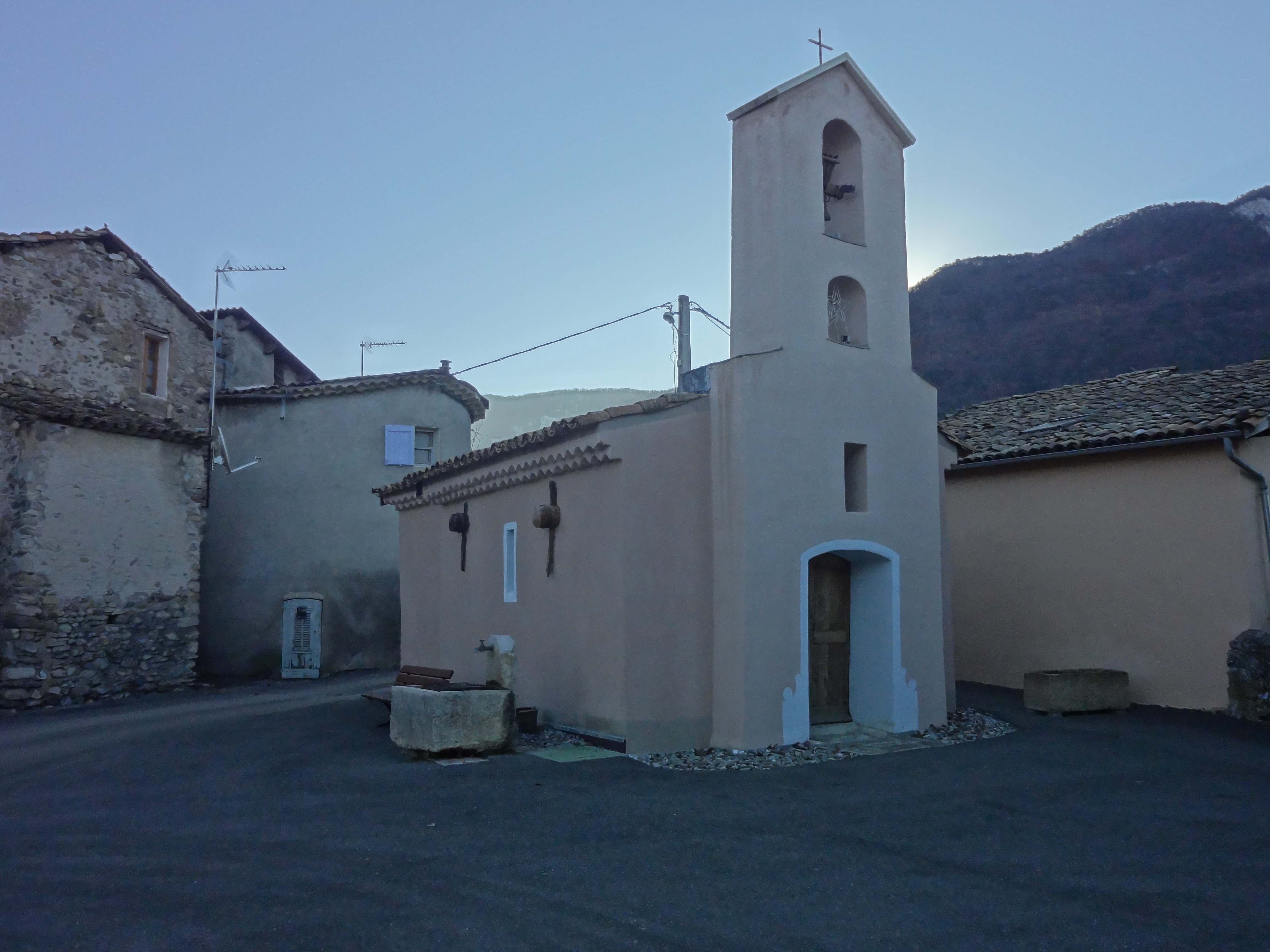
Kapelle Notre-Dame de la Visitation
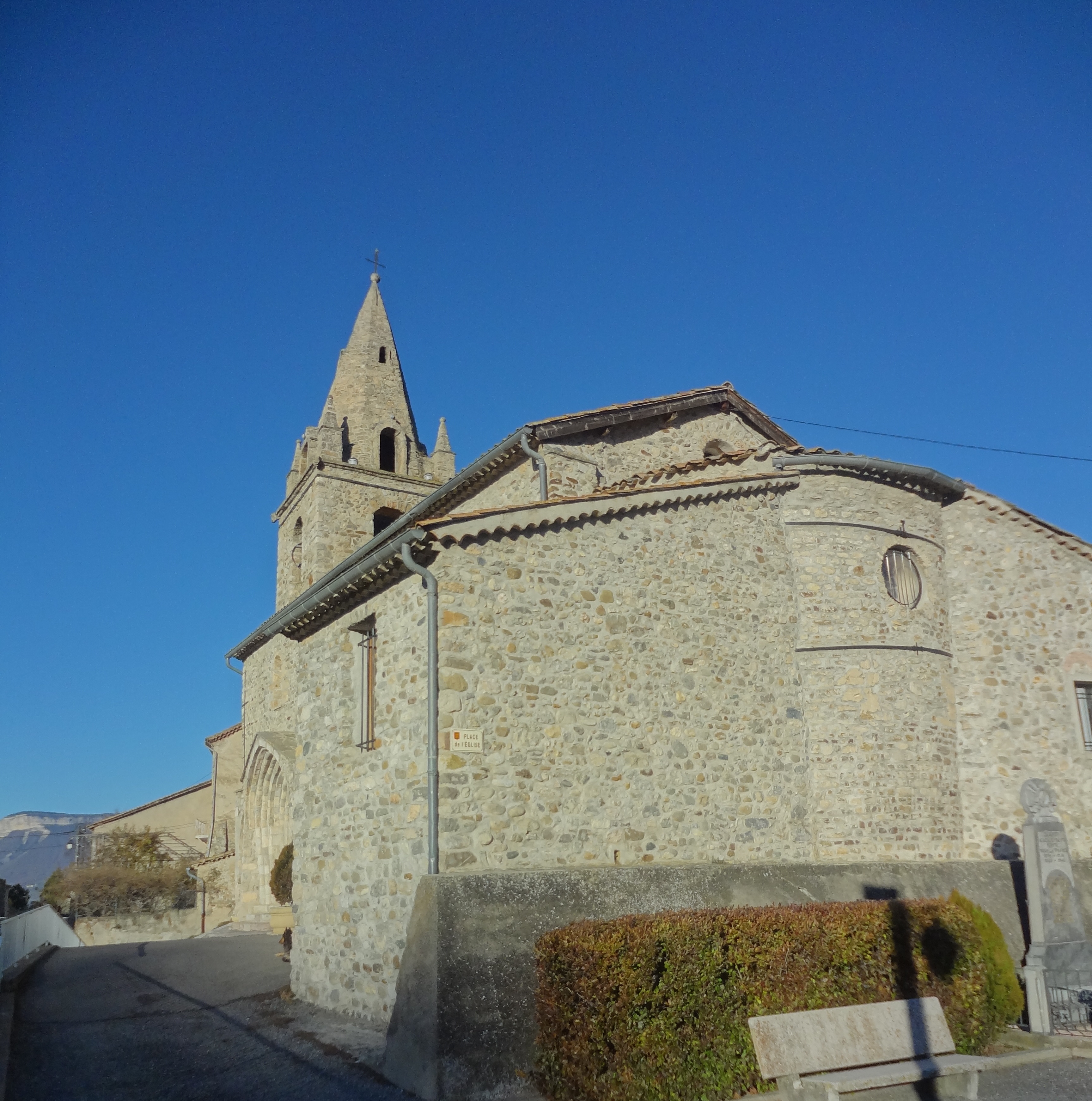
Kirche Saint-Pierre
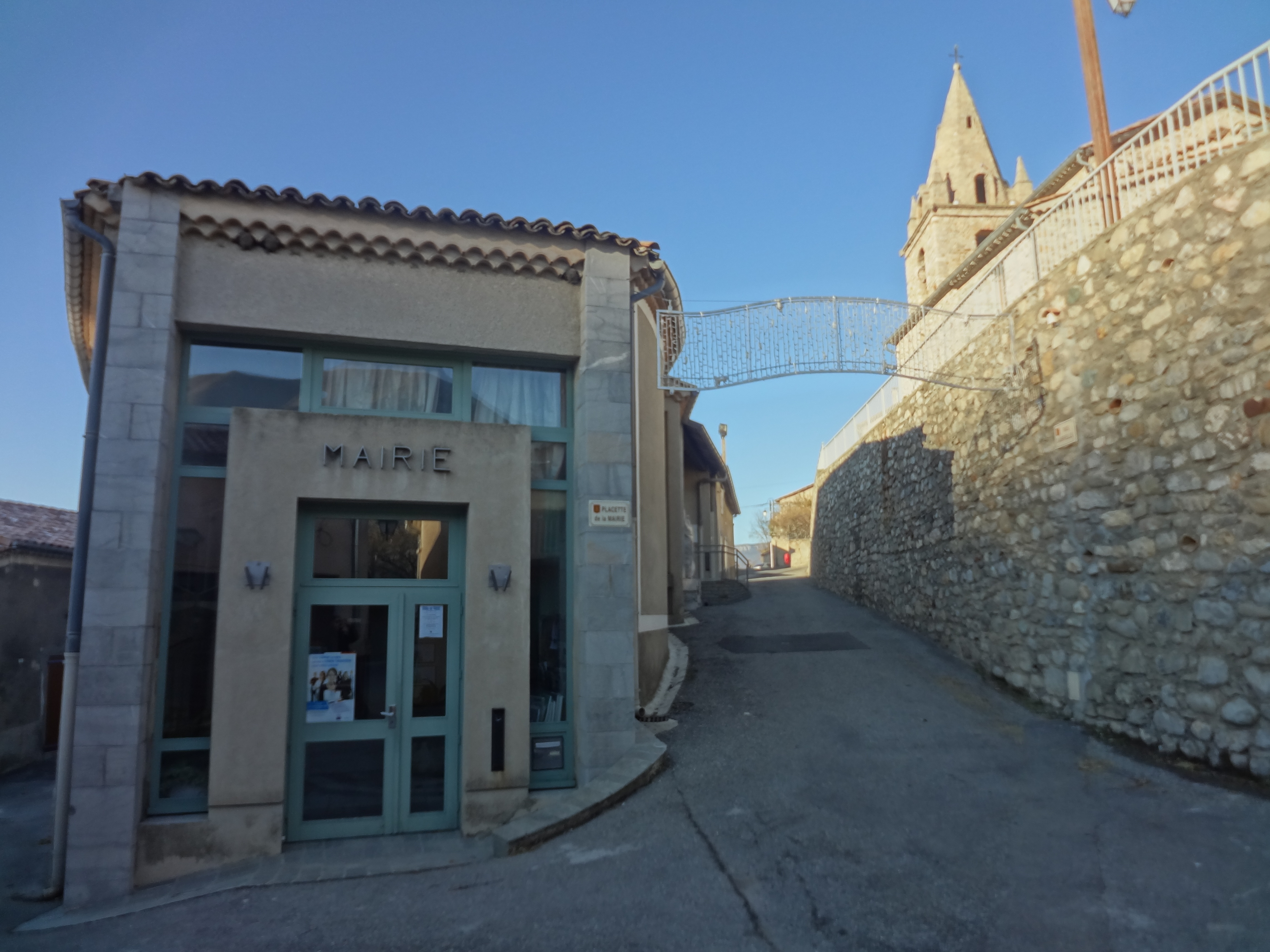
Mairie Claret
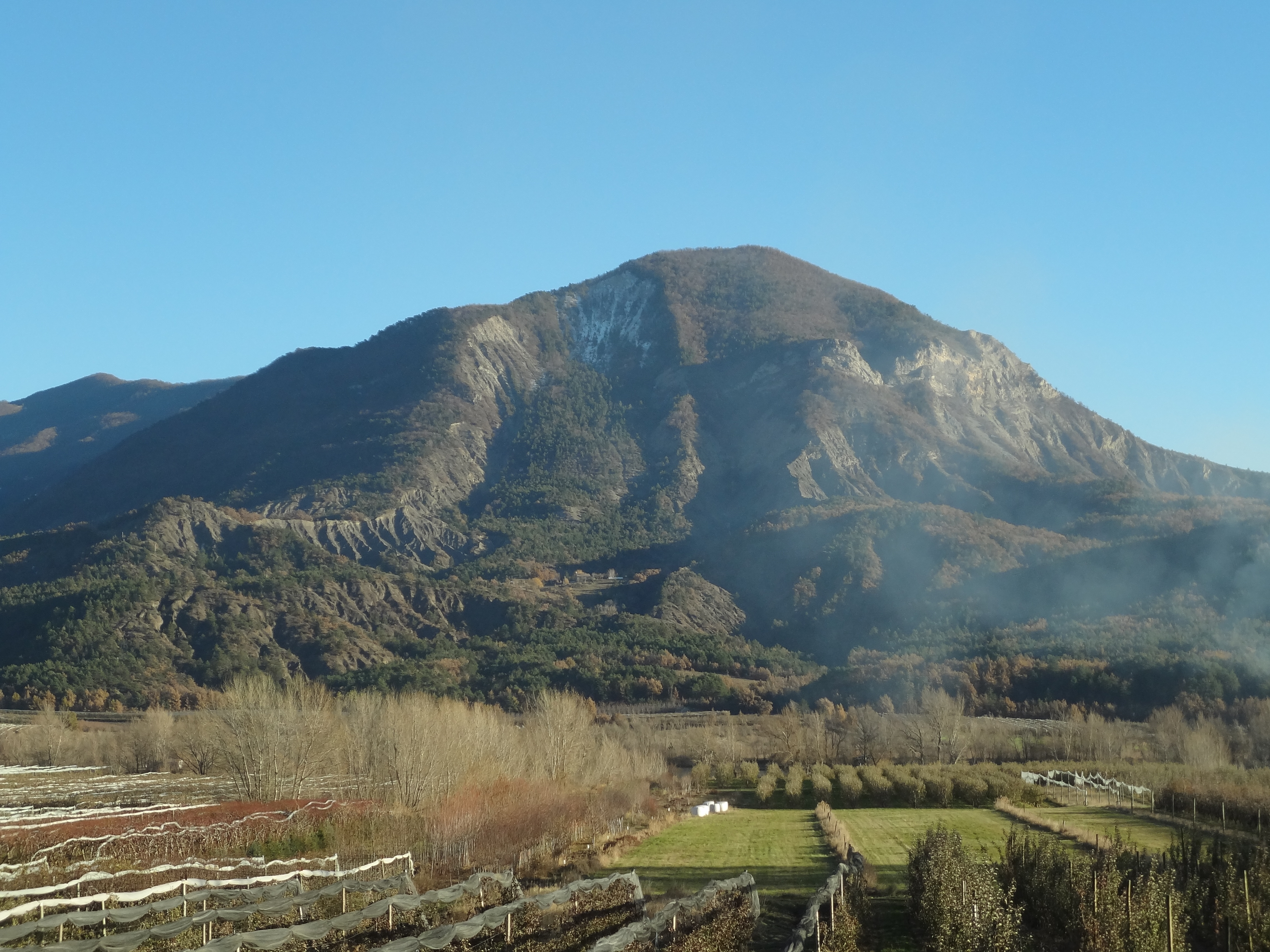
Tête de Boursier